# Parco nazionale del Monte Halimun-Salak
Il parco nazionale del Monte Halimun Salak è un'area naturale protetta di 400 km² situata sull'isola indonesiana di Giava, nella provincia di Giava Occidentale. Istituito nel 1992, il parco comprende due monti, il Salak e l'Halimun. Si trova nei pressi del più conosciuto Parco nazionale di Gunung Gede Pangrango, vicino alla città di Bogor e al suo orto botanico.
Il parco comprende a nord una regione di zone umide sfruttate per scopo agricolo dalla popolazione locale e ospita alcuni mammiferi minacciati di estinzione, così come varie specie rare di uccelli.

## Geografia
La vetta più alta raggiunge i 1929 m ed è spesso nascosta dalla foschia, mentre le vallate, ricoperte dalla foresta pluviale, comprendono ancora zone non ancora esplorate. Per la sua piovosità molto elevata, il Monte Salak costituisce un importante bacino idrografico.

## Ecologia

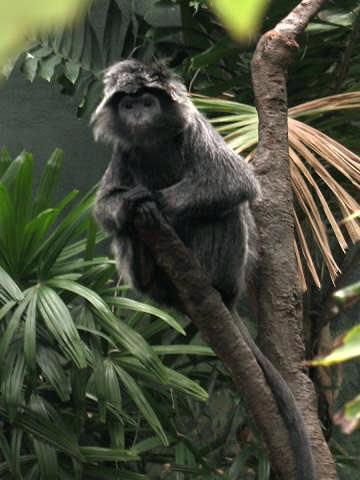
Il parco nazionale del Monte Halimun è una delle poche aree in cui il presbite di Giava può vivere indisturbato.

Le zone di pianura offrono riparo al raro gibbone di Giava Occidentale (Hylobates moloch moloch) - una sottospecie del gibbone argentato. Il monte Halimun costituirebbe un rifugio ancora più sicuro, ma l'areale della specie è ristretto a una zona sottile che circonda il parco, dato che non si spinge mai al di sopra dei 1200 m. Molto numerosi sono i presbiti di Giava (Trachypithecus auratus) e altre specie endemiche; circa metà delle 145 specie di uccelli presenti nel parco vengono raramente avvistate nelle altre zone di Giava.